# 脎
脎，也称糖脎，是糖类的苯肼衍生物。糖脎为难溶于水的黄色结晶，由糖与苯肼反应生成，分解又得到原来的糖，因此可以用于糖的提纯。费歇尔在当年研究糖的构型时，采用了分析各种糖生成的糖脎的方法，因为不同的脎结晶形状不同，熔点不同，生成时间也不同。

脎的分子内氢键。

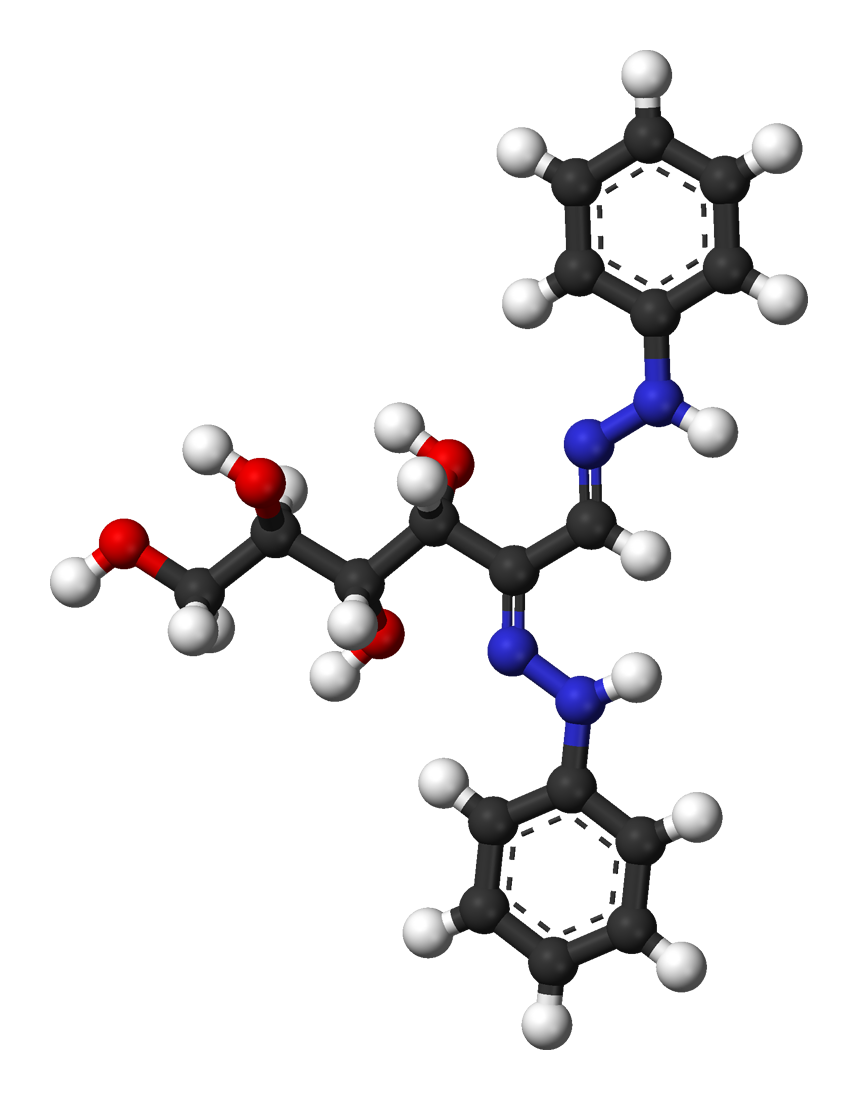
葡萄糖脎的球棍模型。

以葡萄糖为例，生成糖脎的反应需用三分子的苯肼与一分子的糖进行反应。当苯肼用量为一摩尔时，得到苯腙。而后经互变异构发生1,4-消除，转化为亚氨基酮，再与两分子的苯肼成脎。
苯肼只和糖的C-1和C-2成脎后，分子内氢键使其形成较为稳定的六元环结构，从而糖的其他碳原子不再成脎。

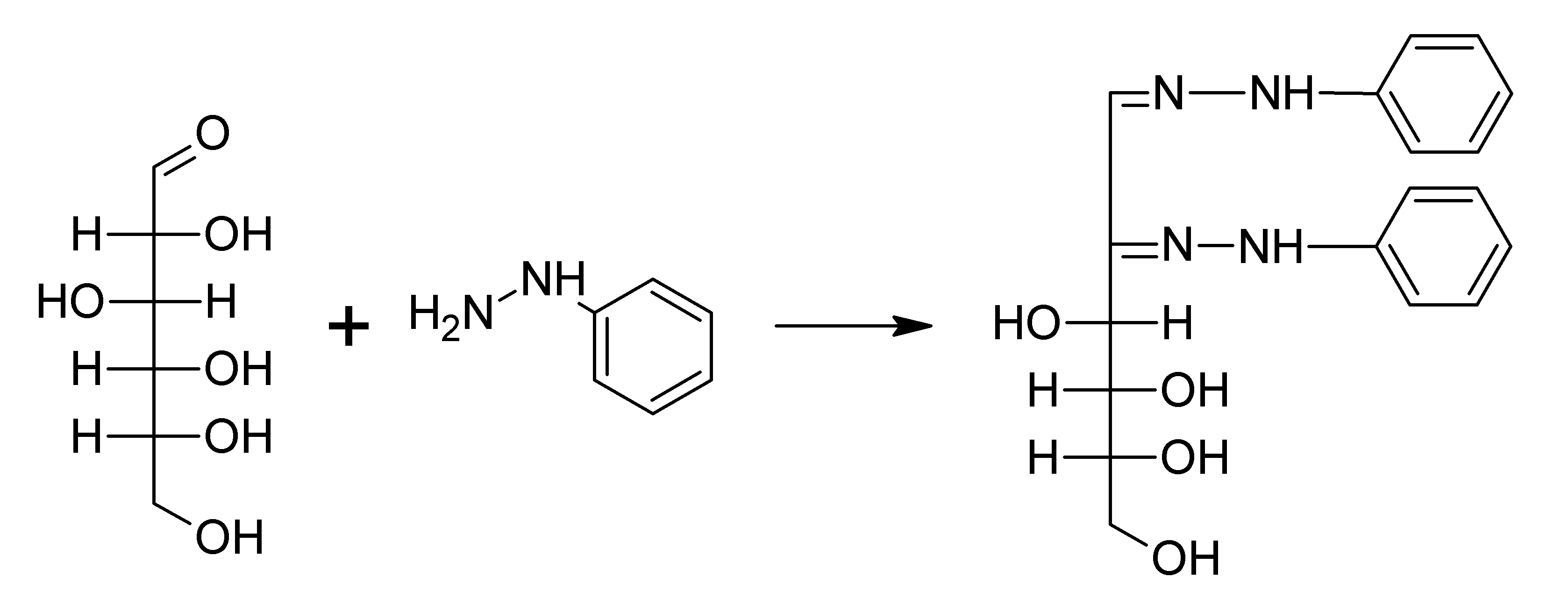
成脎反应。